# Charlotte (dessert)
Pour les articles homonymes, voir Charlotte.

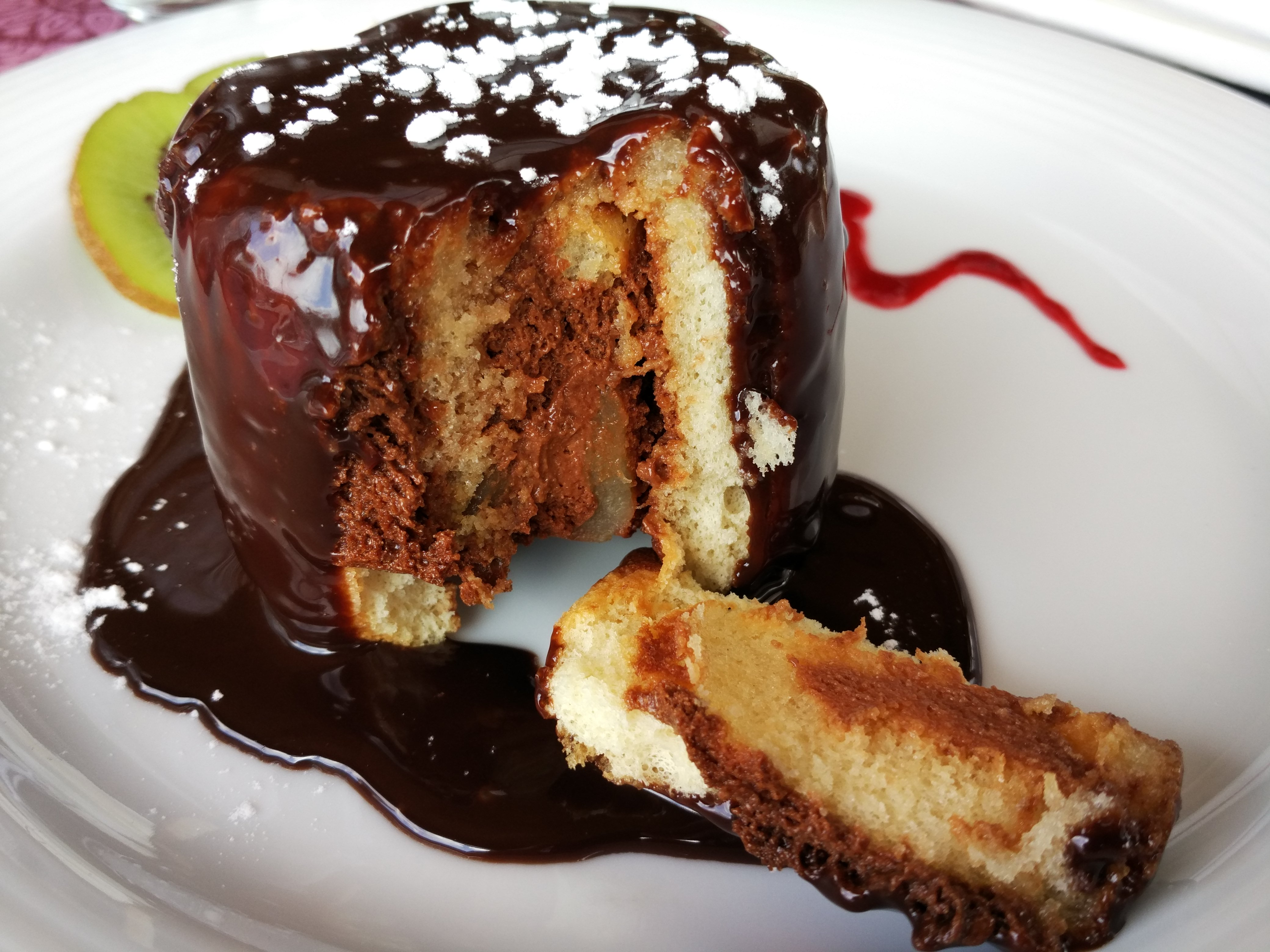
Charlotte aux poires et chocolat.

La charlotte est un type de dessert moulé, de forme cylindrique ou tronconique, d'environ 10 cm de hauteur, formé d'une croûte faite de biscuits à la cuillère (ou des boudoirs), ou de tranches de pain, ou encore d'une génoise, et dont le centre est garni soit de fruits, soit d'une crème.

## Étymologie
L’origine de ce dessert est incertaine. Il aurait été inventé en l'honneur de la reine Charlotte, épouse de George III d'Angleterre. La version avec les boudoirs, appelée charlotte russe ou charlotte parisienne a été inventée par Antonin Carême.

## Dessert chaud ou froid
À l'origine, la charlotte aux fruits (pomme, poire, ou pêche), aux tranches de pain beurré, était servie chaude avec le thé chez les Anglais ; puis un cuisinier français Antonin Carême a légèrement changé la recette et notamment son service froid. 
Le gâteau de riz est cuit dans un moule à charlotte selon la recette canonique d'Escoffier. De nos jours, on utilise les biscuits et l'on farcit d'une crème ou d'une mousse, aux fruits (les mêmes que ci-dessus, ou encore la fraise) ou au chocolat, et que l'on sert froid. Tout particulièrement, la charlotte russe est fourrée d'une crème bavaroise.